# Campos de la Muerte

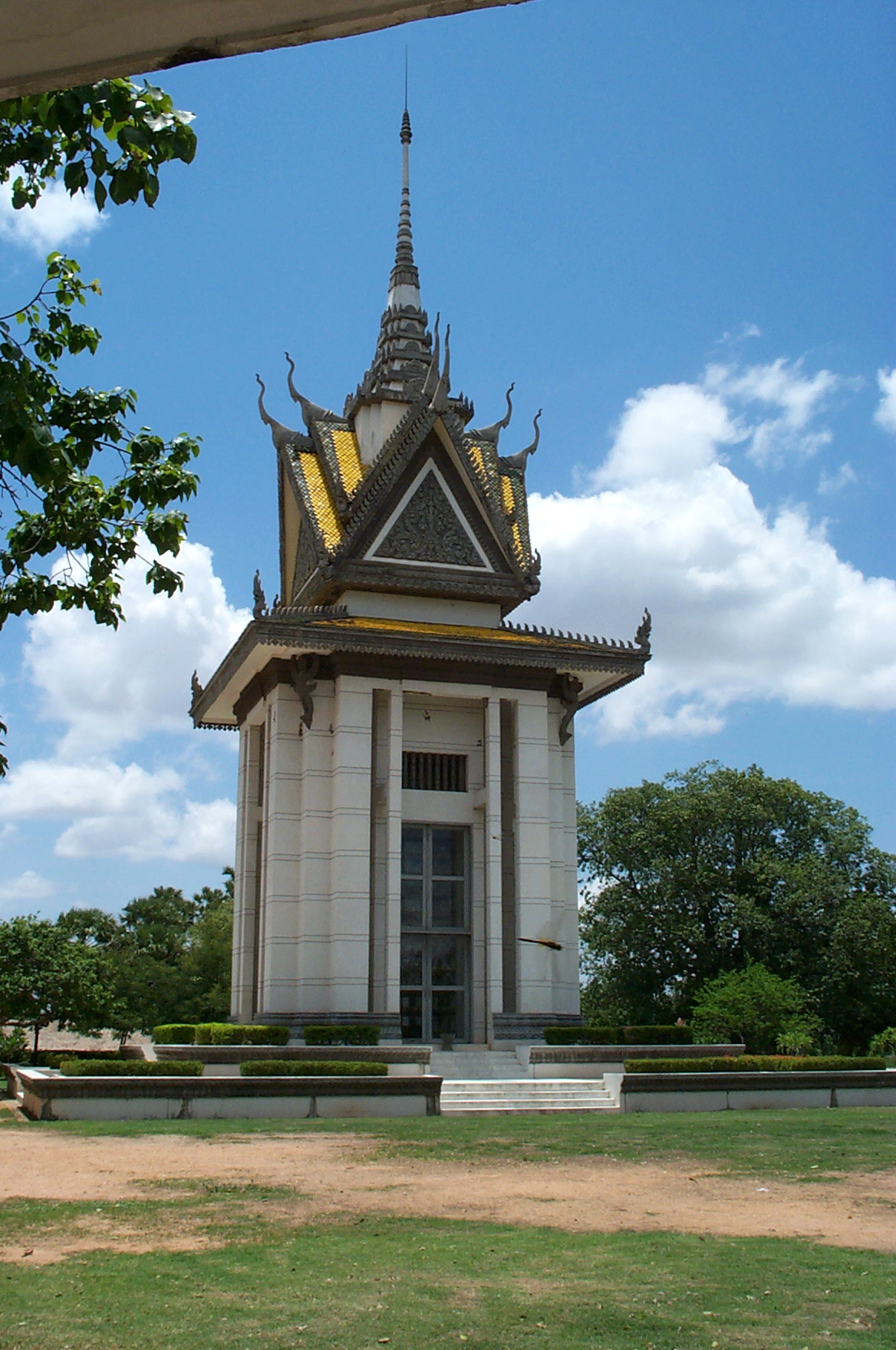
Un stupa conmemorativo lleno de cráneos de las víctimas del Campo de la Muerte de Choeung Ek.

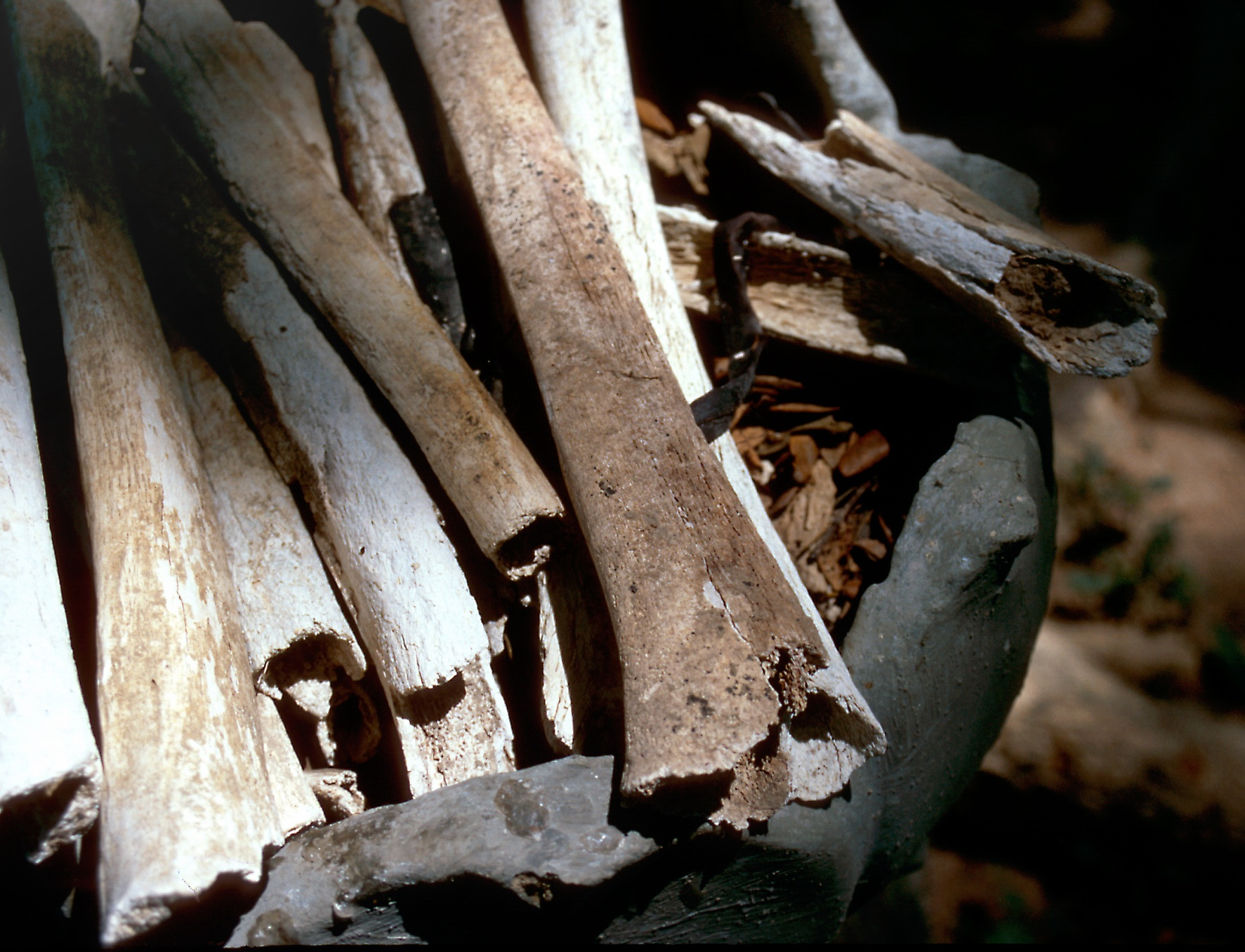
Campo de la Muerte de Choeung Ek: Huesos de las víctimas de los soldados de los Jemeres rojos.

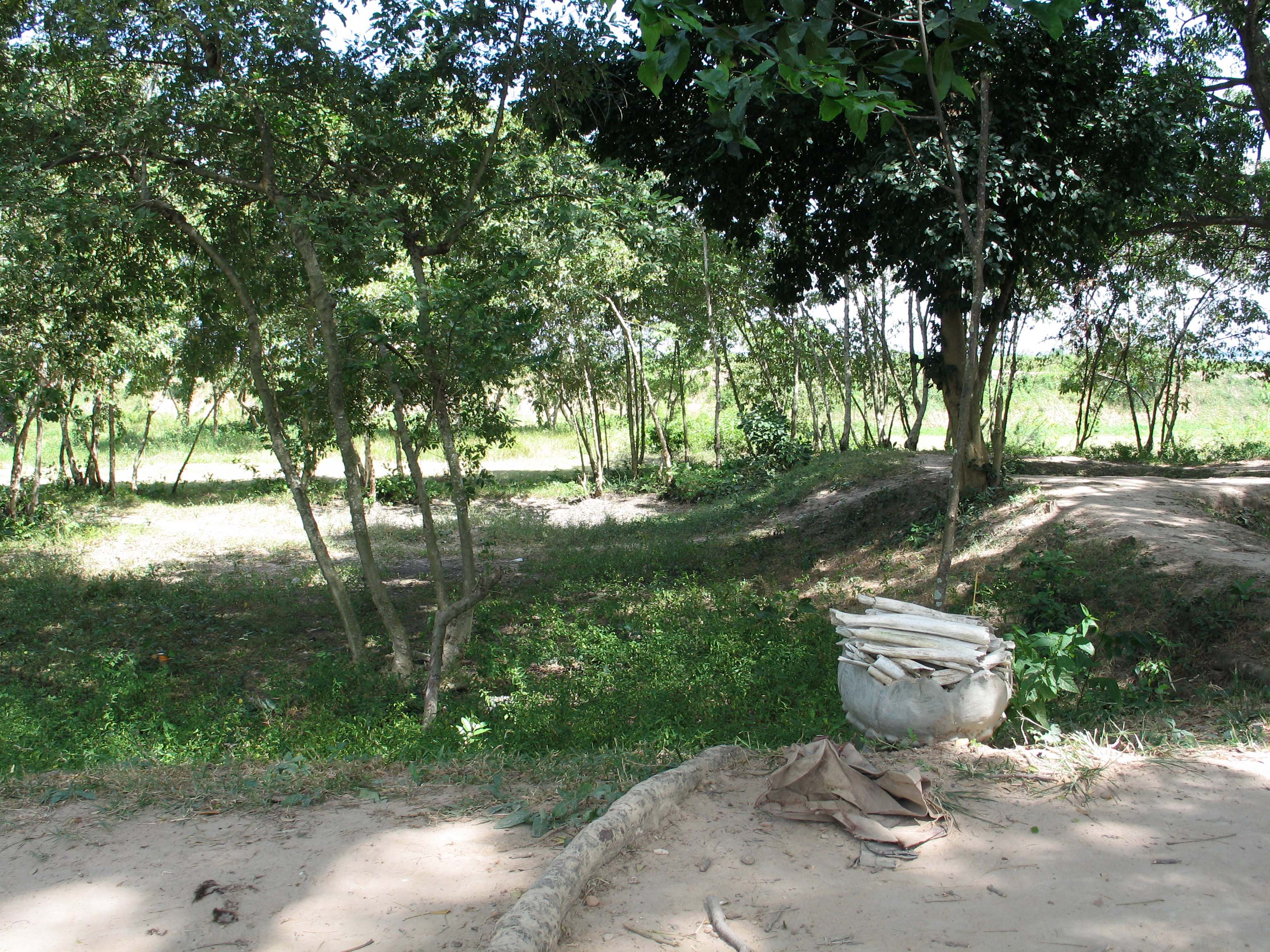
Fosa común en el Campo de la Muerte de Choeung Ek.

Los Campos de la Muerte (en camboyano: វាលពិឃាត viel pi-kʰiet), también conocidos como Campos de Exterminio, o por su nombre en inglés, Killing Fields, son el nombre dado a varios lugares en Camboya en donde grandes cantidades de personas fueron asesinadas y enterradas por el régimen de Pol Pot y los Jemeres rojos, cuando gobernó el país entre 1975 y 1979, inmediatamente después del fin de la guerra civil camboyana (1970-1975).
Un análisis de 20.000 fosas comunes por parte del programa DC-Cam Mapping de la Universidad de Yale indicó que albergaban por lo menos a 1.386.734 víctimas de ejecuciones. Las estimaciones del total número de muertos que resultaron de las políticas de los Jemeres rojos, incluyendo muertes por enfermedad y hambruna, oscilan entre 1,7 y 2,5 millones de una población de aproximadamente 8 millones de personas. En 1979 Vietnam comunista invadió Camboya y depuso al gobierno de los Jemeres rojos.
El periodista Dith Pran acuñó el término "campos de la muerte" (en inglés, killing fields) luego de escaparse del régimen.

## Genocidio
El régimen de los Jemeres rojos arrestaba y finalmente ejecutaba casi a cualquier persona sospechosa de estar conectada con el anterior gobierno o con gobiernos extranjeros, al igual que a profesionales o intelectuales. Personas de etnia vietnamita, tailandesa, china y cham, camboyanos cristianos, y los monjes budistas era los objetivos principales de persecución. Como resultado de esto, Pol Pot es en ocasiones descrito como"un tirano genocida". Martin Shaw describió al genocidio camboyano como "el genocidio más puro de la Guerra Fría".
Ben Kiernan estima que unas 1,7 millones de personas murieron. El investigador Craig Etcheson del Centro de Documentación de Camboya sugiere que la cifra de muertos está entre 2 y 2,5 millones, siendo la cantidad "más probable" la de 2,2 millones. Luego de 5 años de investigar 20,000 tumbas y fosas, concluyó que "estas fosas comunes contienen los restos de 1.386.734 víctimas de ejecución." Una investigación de las Naciones Unidas reportó entre 2 y 3 millones de muertos, mientras que la UNICEF estimó que 3 millones habían sido asesinados. Los análisis demográficos de Patrick Heuveline sugieren que entre 1,17 y 3,42 millones de camboyanos fueron asesinados
, mientras que Marek Sliwinski sugiere que 1,8 millones es una cifra conservadora.  Incluso los mismos Jemeres rojos aceptaron que 2 millones habían sido matados -aunque atribuye esas muertes a la subsiguiente invasión vietnamita. Para finales de 1979, funcionarios de las Naciones Unidas y la Cruz Roja estaban advirtiendo que otros 2,25 millones de camboyanos se enfrentaban a la posibilidad de morir de hambre debido a "la casi destrucción de la sociedad camboyana bajo el régimen del depuesto primer ministro Pol Pot”, quienes fueron salvados gracias a la ayuda internacional luego de la invasión vietnamita.
Las minorías étnicas de Camboya formaban el 15 por ciento de la población total en los años anteriores a la llegada de los Jemeres rojos. De los 400.000 vietnamitas que vivían en Camboya antes de 1975, unos 150-300.000 fueron expulsados por el anterior régimen de Lon Nol. Cuando Pol Pot llegó al poder, aún había entre 100 y 250.000 vietnamitas en el país. Casi todos fueron repatriados para diciembre de 1975.
La comunidad china (aproximadamente unas 425.000 personas en 1975) fue reducida a 200.000 durante los siguientes cuatro años. En el Comité Central de los Jemers rojos cuatro de sus miembros eran de ascendencia china, dos vietnamitas y dos jemeres. Algunos observadores aluden a este hecho para indicar que es difícil argumentar que hubo la intención de matar a las minorías.  R.J. Rummel, un analista de matanzas políticas, argumenta que sí existía un intento genocida:

Un estimado indica que de 40.000 a 60.000 monjes, solo entre 800 y 1.000 sobrevivieron para continuar con su religión. Sabemos que de 2.680 en ocho monasterios, apenas unos setenta estaban vivos para 1979. En lo que respecta a los templos budistas que eran parte tradicional de Camboya, los Jemeres rojos destruyeron el 95 por ciento de ellos, y convirtieron los pocos que quedaron en almacenes o fueron designados para algún otro uso degradante. Lo que es impresionante, es que en corto periodo de tiempo de aproximadamente un año, la pequeña pandilla de los Jemeres rojos destruyeron el centro de la cultura camboyana, su encarnación espiritual, sus instituciones... Como parte de una campaña de genocidio planeada, los Jemeres rojos buscaron y mataron a otras minorías, como los Moslem Cham. En el distrito de Kompong Xiem, por ejemplo, demolieron cinco casas cham y se dice que masacraron 20.000 personas que vivían allí; en el distrito de Koong Neas soll cuatro chams de un total de 20.000 sobreviveron.

## Procesamiento de prisioneros

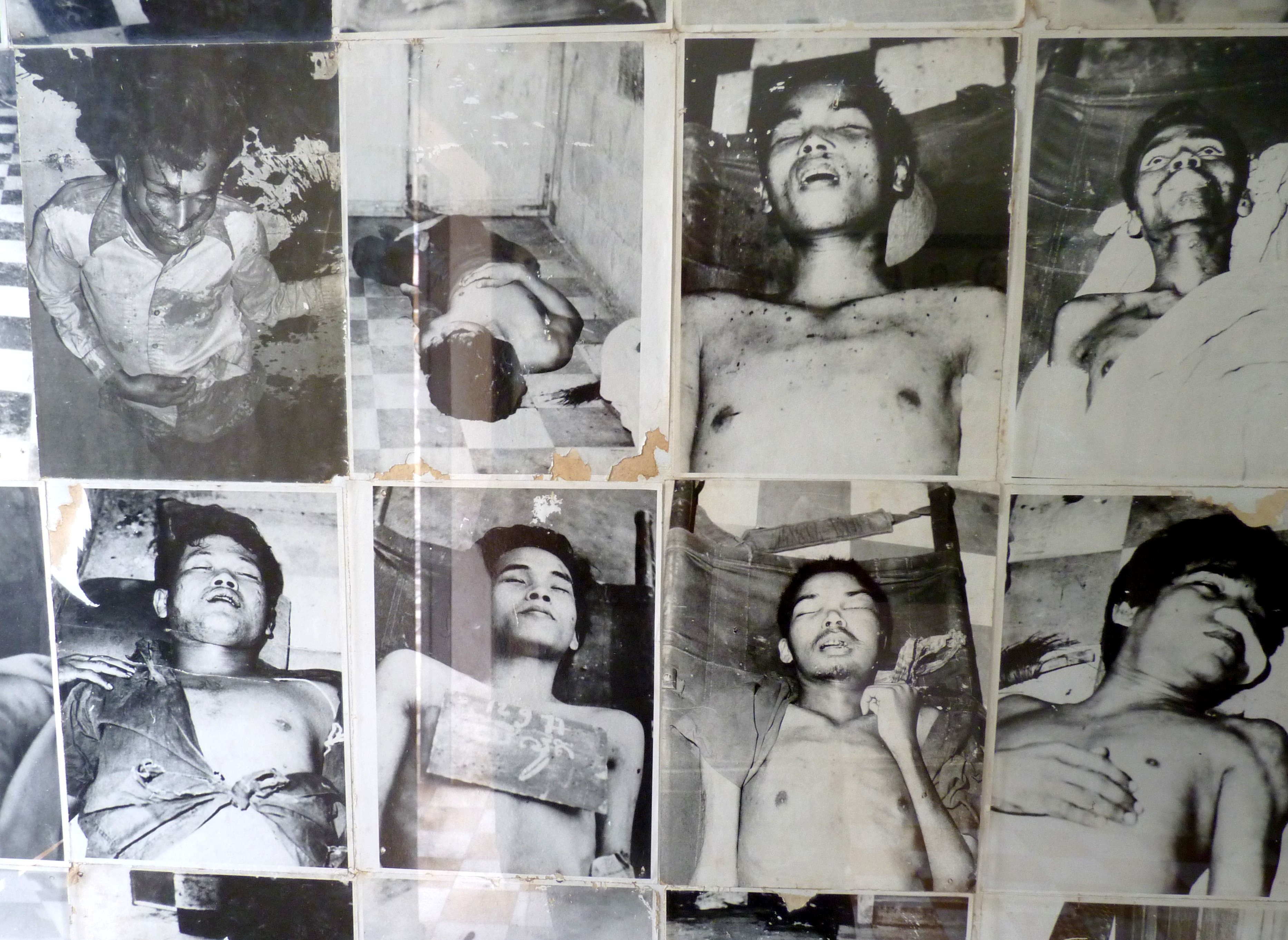
Los cuartos del Museo del Genocidio de Tuol Sleng contienen miles de fotos tomadas por los Jemeres rojos de sus víctimas.

Los procesos judiciales en el régimen de los Jemeres rojos por crímenes políticos o crímenes menores, comenzaba con una advertencia del Angkar, el gobierno de Camboya bajo el régimen. Las personas que recibían más de dos advertencias eran enviadas para ser "re-educadas", lo que prácticamente garantizaba su muerte. Las personas por lo general eran alentadas a confesar al Angkar sus "estilos de vida y crímenes pre-revolucionarios" (los cuales por lo general incluían algún tipo de actividad de libre mercado; el haber tenido contacto con alguna fuente extranjera, como un misionero estadounidense, una agencia de cooperación internacional o una agencia del gobierno; o algún contacto con cualquier extranjero o el mundo exterior), indicándoles de que el Angkar los perdonaría y "empezaría desde cero" con ellos. Esto significaba ser llevado a un lugar com Tuol Sleng o Choeung Ek para ser torturado o ejecutado.
Las personas que eran ejecutadas eran enterradas en fosas comunes. Para ahorrar municiones, las ejecuciones por lo general eran realizadas utilizando veneno, espadas o troncos de bambú afilados. En algunos casos los niños y bebés de las víctimas adultas eran matados golpeando sus cabezas contra los troncos de árboles chankiri. La explicación de esto era que serviría para "evitar que crezcan y tomen venganza por la muerte de sus padres".
A algunas víctimas se les obligaba a que cavar sus propias tumbas; su debilidad muchas veces resultaba en que no podían cavar muy profundo. Los soldados que realizaban las ejecuciones eran por lo general mujeres u hombres jóvenes de familias de campesinos.

## Acusaciones de crímenes de lesa humanidad
En 1997 el gobierno camboyano pidió ayuda a las Naciones Unidas para crear un tribunal de genocidio. Tomó nueve años llegar a un acuerdo sobre la forma y estructura de la corte -una corte híbrida con leyes camboyanas e internacionales- antes de que los jueces fueran designados en 2006. Los jueces investigativos recibieron los nombres cinco posibles sospechosos para su procesamiento el 18 de julio de 2007. El 19 de septiembre de 2007 Nuon Chea, el segundo al mando de los Jemeres rojos y el sobreviviente de más alto rango, fue acusado de crímenes de guerra y crímenes de lesa humanidad. Se presentó ante los jueces camboyanos e internacionales en el tribunal especial de genocidio y el 7 de agosto de 2014 fue sentenciado a cadena perpetua. El 26 de julio de 2010, Kang Kek Iew (también conocido como Camarada Duch), el director del campo de prisioneros S-21, fue condenado por crímenes de lesa humanidad y sentenciado a 35 años en prisión. Su sentencia fue reducida a 19 años, ya que ya había pasado 11 años en prisión. El 2 de febrero de 2012, su sentencia fue extendida a cadena perpetua por las Cámaras Extraordinarias de las Cortes de Camboya.

## Actualidad
El monumento más conocido de los Campos de la Muerte está en la aldea de Choeung Ek. Hoy en día alberga un memorial budista a las víctimas, y Tuol Sleng cuenta con un museo que conmemora el genocidio. El parque memorial en Choeung Ek ha sido construido alrededor de fosas comunes de miles de víctimas, la mayoría de las cuales fueron ejecutadas luego de haber sido trasladadas desde la Prisión S-21 en Phnom Penh. Varias docenas de fosas comunes están visibles, muchas de las cuales aún no han sido excavadas. Normalmente, huesos y vestimentas salen a la superficie luego de fuertes lluvias debido al gran número de cuerpos que aún se encuentran enterrados en fosas comunes poco profundas. Es posible encontrarse con huesos o dientes de las víctimas regados por la superficie cuando uno camina por el parque memorial. De ser encontrados, se les pide a los visitantes notificar a los funcionarios del parque o a un guía.
Un sobreviviente del genocidio, Dara Duong, fundó el Museo de los Campos de la Muerte en Seattle, Washington, EUA.